# Sława (Poznowice)
Sława (niem. Slawa, śl. Sława) – przysiółek wsi Poznowice w Polsce, położony w województwie opolskim, w powiecie strzeleckim, w gminie Izbicko. Wchodzi w skład sołectwa Poznowice.
W latach 1975–1998 przysiółek administracyjnie należał do ówczesnego województwa opolskiego.